# 45 or 46 songs that weren't good enough to go on our other records
45 or 46 songs that weren't good enough to go on our other records is een dubbelalbum en tevens het eerste verzamelalbum van de Amerikaanse punkband NOFX. Er staan, in tegenstelling tot wat de naam doet vermoeden, 47 liedjes op het album, die makkelijk allemaal op één cd hadden gepast.
De eerste cd bevat nummers uit de hele carrière van de band: het oudste nummer op de cd is hun eerste opgenomen demo ooit en het nieuwste liedje is speciaal voor dit album opgenomen. De tweede cd bevat de ep's Surfer en Fuck the Kids. Van elke ep staat er één nummer niet op, Fat Mike heeft dit gedaan "just to annoy people a bit".
De vinyl versie van dit album heet 22 songs that weren't good enough to go on our other records. Daarop staan alleen de eerste 21 nummers van de eerste cd. Dit omdat de hele tweede cd al uitgegeven was op vinyl.

## Nummers
Alle nummers zijn geschreven door Fat Mike en/of NOFX, behalve wanneer anders aangegeven.

### Eerste cd: Counting Sheep
1. "Pimps and Hookers" - 2:13
2. "All of Me" (Gerald Marks, Seymour Simons) - 2:05
3. "We Threw Gasoline....." - 2:44
4. "Drugs Are Good" - 2:18
5. "Lower" - 2:47
6. "Forming" (Bobby Pyn) - 0:50
7. "Electricity" (Paul Humphreys, Andy McCluskey) - 2:06
8. "Lazy" (Marty Gregori) - 3:02
9. "The Plan" - 3:00
10. "Timmy the Turtle" - 1:39
11. "Punk Song" - 0:47
12. "See Her Pee" - 0:31
13. "Zyclone B Bathouse" - 1:37
14. "Last Caress" (Glenn Danzig) - 1:31
15. "Bath of Least Resistance" - 1:47
16. "We Ain't Shit" - 3:05
17. "San Francisco Fat" - 2:44
18. "Vincent" (Don McLean) - 3:21
19. "Pump Up the Valium" - 1:46
20. "Pods and Gods" - 2:57
21. "Eat the Meek (Dub Mix)" - 4:33
22. "Thalidomide Child" - 1:40

### Disc Two: Catching Zzz's
1. "Fun Things to Fuck (If You're a Winner)" - 1:05
2. "Juice Head" (Traditional) - 0:20
3. "Three on Speed" - 1:20
4. "New Happy Birthday Song?" - 0:44
5. "Talking Bout Yo Mama" - 0:32
6. "Party Enema" - 1:30
7. "Can't Get the Stink Out" - 1:07
8. "Go to Work Wasted" - 1:01
9. "Fuck the Kids (Revisited)" - 0:33
10. "Whoa on the Whoas" - 0:42
11. "Puke on Cops" - 0:59
12. "I Gotta Pee" - 0:32
13. "Totally Fucked" - 2:10
14. "Fuck the Kids" - 0:07
15. "Fuck the Kids II" - 0:05
16. "I'm Telling Tim" - 1:06
17. "Reagan Sucks" - 1:24
18. "Posuer" - 0:31
19. "My Name's Bud" - 0:54
20. "Two on Glue" - 1:09
21. "Please Stop Fucking My Mom" - 0:55
22. "Murder the Government" - 0:42
23. "Stranger Than Fishin" - 0:52
24. "Eric Melvin vs. PCP" - 0:37
25. "Always Hate Hippies" - 0:55